# Піза (аеропорт)
Міжнародний аеропорт Пізи також Аеропорт Галілео Галілея (італ. Aeroporto Internazionale di Pisa) (IATA: PSA, ICAO: LIRP) — пасажирський аеропорт розташований за 4 км від Пізи, Італія.
Аеропорт є хабом для:
- Ryanair

В аеропорту лише один термінал, який працює тільки вдень - починаючи з 4 ранку.

## Авіалінії та напрямки

### Пасажирські
| Авіакомпанія          | Пункт призначення |
| --------------------- | --- |
| Aegean Airlines       | Сезонний: Афіни |
| Aer Lingus            | Сезонний: Дублін |
| Air Arabia Maroc      | Касабланка (з 1 квітня 2019) |
| Albawings             | Тирана |
| Alitalia              | Рим-Фіумічіно Сезонний: Ольбія |
| Alsie Express         | Сезонний чартер: Сьоннерборг |
| British Airways       | Лондон-Хітроу |
| Czech Airlines        | Сезонний: Прага |
| easyJet               | Берлін-Тегель, Бристоль, Лондон-Гатвік, Лондон-Лутон, Манчестер, Париж-Орлі Сезонний: Берлін-Шенефельд |
| easyJet Switzerland   | Сезонний: Базель-Мюлуз-Фрайбург, Женева |
| Ernest Airlines       | Тирана |
| Eurowings             | Відень Сезонний: Кельн/Бонн, Штутгарт |
| Finnair               | Сезонний: Гельсінкі |
| Jet2.com              | Сезонний: Бірмінгем, Східний Мідландс, Лідс-Бредфорд, Манчестер, Ньюкасл |
| Jet Time              | Сезонний чартер: Ольборг |
| Laudamotion           | Сезонний: Відень |
| Lufthansa             | Мюнхен |
| Norwegian Air Shuttle | Сезонний: Копенгаген, Гельсінкі (з 6 квітня 2019), Осло-Гардермуен, Стокгольм-Арланда |
| Pobeda                | Москва-Внуково, Ст Петербург |
| Qatar Airways         | Доха |
| Ryanair               | Альгеро, Барі, Париж-Бове, Берлін-Шенефельд, Бріндізі, Будапешт, Кальярі, Катанія, Брюссель-Шарлеруа, Комізо, Ейндговен, Фуертевентура, Франкфурт, Гданськ, Жирона, Гран-Канарія, Франкфурт-Хан, Краків, Ламеція-Терме, Лісабон, Ліверпуль, Лондон-Станстед, Мадрид, Мальта, Марракеш, Палермо, Прага, Севілья, Тенеріфе-Південний, Валенсія Сезонний: Біллунн, Брюссель (з 1 квітня 2019), Кефалонія, Ханья, Корфу, Кротоне, Дублін, Східний Мідландс, Единбург, Фес, Гетеборг, Ібіца, Каламата (з 3 серпня 2019), Кос, Лідс/Бредфорд, Глазго-Прествік, Нюрнберг (з 3 квітня 2019), Родос, Софія, Стокгольм-Скавста, Варшава-Модлін, Веце |
| S7 Airlines           | Москва-Домодєдово |
| Scandinavian Airlines | Сезонний: Копенгаген, Осло-Гардермуен, Стокгольм-Арланда |
| Transavia             | Амстердам Сезонний: Роттердам |
| Turkish Airlines      | Сезонний: Стамбул-Ататюрк |
| Volotea               | Сезонний: Бордо, Нант, Пальма-де-Мальорка, Тулуза |
| Vueling               | Барселона |
| Wizz Air              | Бухарест |

### Вантажні
| Авіакомпанія | Пункт призначення                     |
| ------------ | ------------------------------------- |
| DHL Aviation | Мілан-Бергамо, Болонья, Лейпциг/Галле |
| FedEx Feeder | Мілан-Мальпенса                       |

## Статистика
| Рік  | Пасажирообіг |
| ---- | ------------ |
| 2017 | ▲ 5 233 118  |
| 2016 | ▲ 4 989 496  |
| 2015 | ▲ 4 800 254  |
| 2014 | ▲ 4 678 734  |
| 2013 | ▼ 4 479 690  |
| 2012 | ▼ 4 494 915  |
| 2011 | ▲ 4 526 723  |
| 2010 | ▲ 4 067 012  |
| 2009 | ▲ 4 018 662  |
| 2008 | ▲ 3 963 717  |
| 2007 | ▲ 3 725 770  |
| 2006 | ▲ 3 014 656  |

## Наземний транспорт

### Автобус
На виході із зони прильоту є автобусна зупинка. Автобуси вирушають від неї що 15 хвилин — час роботи 5:20 - 20:25. Час в дорозі близько 15 хвилин.

### Потяг
За 40 метрах від терміналу аеропорту знаходиться станція, звідки вирушають автоматичні поїзди до залізничного вокзалу Піза Центральний. Високошвидкісне сполучення діє щодня з інтервалом в 5-8 хвилин — час роботи 6:00 - 24:00. Час в дорозі — 5 хвилин.

## Статистика
| Рік  | Пасажирообіг |
| ---- | ------------ |
| 2017 | ▲ 5 233 118  |
| 2016 | ▲ 4 989 496  |
| 2015 | ▲ 4 800 254  |
| 2014 | ▲ 4 678 734  |
| 2013 | ▼ 4 479 690  |
| 2012 | ▼ 4 494 915  |
| 2011 | ▲ 4 526 723  |
| 2010 | ▲ 4 067 012  |
| 2009 | ▲ 4 018 662  |
| 2008 | ▲ 3 963 717  |
| 2007 | ▲ 3 725 770  |
| 2006 | ▲ 3 014 656  |